# 睦合村 (秋田県)
睦合村（むつあいむら）は秋田県平鹿郡にあった村。現在の横手市南西部、雄物川右岸にあたる。

## 地理
- 河川：雄物川

## 歴史
- 1889年（明治22年）4月1日 - 町村制の施行により、睦合村、谷地新田村の区域をもって発足。
- 1940年（昭和15年）5月 - ツツガムシ病の予防注射を受けた住民約200人全てに発熱などの症状。死亡または重症者が相次いだ[1]。
- 1955年（昭和30年）4月1日 - 十文字町・植田村と合併し、改めて十文字町が発足。同日睦合村廃止。

## 著名出身者
- 土谷全次 (政治家)